# Даніель Міттердорфер
Даніель Міттердорфер (нім. Daniel Mitterdorfer, нар. 25 липня 1989, Рум) — австрійський хокеїст, захисник клубу Австрійської хокейної ліги «ТВК Інсбрук». Гравець збірної команди Австрії.

## Ігрова кар'єра
Вихованець клубу «ТВК Інсбрук», де і розпочав професійну хокейну кар'єру 2003 року. Частину сезону 2007–08 Даніель провів у складі фінського клубу ГПК (Гямеенлінна). З 2008 по 2011 Міттердорфер захищав кольори команди «Ред Булл» (Зальцбург), після чого чотири сезони відіграв за «Блек Вінгз Лінц». Ще по сезону провів у фінському клубі «Лекі» та «ТВК Інсбрук» після чого завершив виступи на професійному рівні. До 2020 року захищав кольори одного з клубу з четвертого дивізіону.
У складі національної збірної Австрії брав участь у чемпіонаті світу 2015 року.

## Нагороди та досягнення
- Чемпіон Австрії в складі «Ред Булл» (Зальцбург) — 2010, 2011.
- Чемпіон Австрії в складі «Блек Вінгз Лінц» — 2012.